# Droga kamicza
Droga kamicza (niem. Steinstraße) – skupisko drobnych kawałków złogu w moczowodzie, powstałe w wyniku przemieszczenia się fragmentów rozkruszonego podczas ESWL złogu nerkowego powodujące zaburzenia przepływu moczu. Rozwija się od jednego dnia do 3 miesięcy po przebyciu zabiegu litotrypsji u około 5% pacjentów.
Głównym powikłaniem obecności drogi kamiczej jest niedrożność moczowodu, która przebiega bezobjawowo w 23% przypadków.
W zależności od wielkości fragmentów rozbitego złogu rozróżnia się trzy typy drogi kamiczej:
- typ I - droga kamicza zbudowana z fragmentów o wielkości do 2 mm
- typ II - droga kamicza spowodowana przez fragment 4-5 mm na czele drogi, który powoduje zablokowanie pasażu fragmentów
- typ III - droga kamicza zbudowana z dużych fragmentów rozbitego złogu

Zjawisko zostało nazwane w latach 80. przez pionierów litotrypsji Egberta Schmiedta i Christiana Chaussy.